# Paulo Emilio Vanzolini
Paulo Emílio Vanzolini (São Paulo, 25 de abril de 1924 - 28 de abril de 2013) fue un zoólogo y compositor brasileño conocido por su trabajo en herpetología y por ser el autor de famosas canciones como Ronda, Volta por Cima y Na Boca da Noite.

## Biografía
Descendiente de italianos, su padre fue el ingeniero Carlos Alberto Vanzolini. La familia se estableció en Río de Janeiro cuando Paulo tenía cuatro años, pero volvió a São Paulo en 1930. En 1942 ingresó en la Facultad de Medicina de la Universidad de São Paulo. Junto com un grupo de estudiantes frecuentaba las rodas de samba y compuso por entonces sus primeras sambas.
En 1944, entró a trabajar con su primo, Henrique Lobo en la Rádio América de São Paulo, en el programa Consultorio Sentimental. Luego tuvo que prestar el servicio militar en el ejército, interrumpiendo los estudios por dos años. En 1947 se graduó en Medicina en la Universidad de São Paulo y continuó trabajando en el Museo de Zoología de la misma universidad. En 1948 se casó con Ilze, quien era secretaria de la Rectoría de la universidad y con quien tuvo cinco hijos.
En 1950, en Estados Unidos, obtuvo el doctorado en Zoología de la Universidad de Harvard.
En 1951, por insistencia de su amigo Geraldo Vidigal, publicó en el Club de Poesía el libro Lira de Paulo Vanzolini. El mismo año compuso la samba Ronda.
En 1953, entró a trabajar en la TV Record, produciendo los programas de Araci de Almeida. Ese año, el cantante Bola Sete hizo la primera grabación de Ronda, acompañado por Garoto y Meneses, en las cuerdas, Mestre Chiquinho en el acordeón y Abel en el clarinete. El cantante Mário Sousa Marques (Noite Ilustrada) lanzó en 1963, la samba Volta por Cima por la Philips, con clamoroso éxito.
En 1963, Paulo Vanzolini fue nombrado director del Museo de Zoología, cargo que desempeñó durante treinta años. Después de jubilarse, 1993, continuó trabajando en la institución. "Es la única cosa que me gusta, la única cosa que sé hacer", declaró a la revista Scientific American Brasil en 2002. Conjuntamente con Aziz Ab'Saber y Ernest Williams realizó estudios sobre la Teoría de los Refugios, que explica la biodiversidad de la Amazonia. Fue investigador asociado del Museo de Harvard, del Museo de Historia Natural de Nueva York y del Instituto Smithsoniano.